# Lech Nowak
Lech Antoni Nowak (ur. 2 kwietnia 1944, zm. 27 października 2013) – polski inżynier ochrony środowiska, nauczyciel akademicki, prof. dr hab. inż., specjalista w zakresie agrotechniki, gospodarki wodnej gleby i roślin, nawadniania roślin i ochrony środowiska.

## Życiorys
W 1993 r. uzyskał stopień doktora habilitowanego nauk rolniczych w zakresie kształtowania środowiska na Wydziale Melioracji i Inżynierii Akademii Rolniczej we Wrocławiu. Był kierownikiem Katedry Rolniczych Podstaw Kształtowania Środowiska Wydziału Inżynierii Kształtowania Środowiska i Geodezji Uniwersytetu Przyrodniczego we Wrocławiu. Profesor nadzwyczajny Instytut Architektury Krajobrazu na tejże uczelni.
Został pochowany na cmentarzu przy ul. Kiełczowskiej we Wrocławiu.